# Redes de Venn

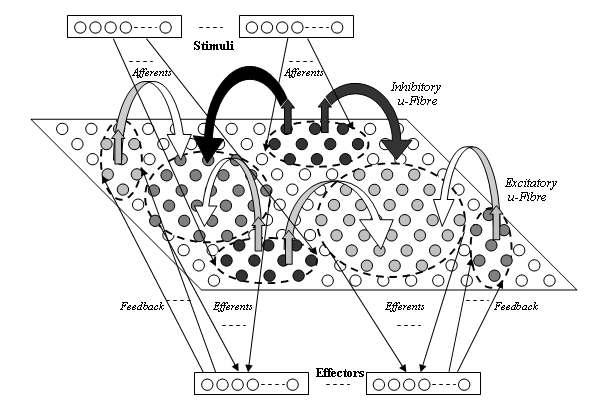

Rede de Venn é uma nova arquitetura de rede neural artificial (i.e. uma sub-área de computação). As redes de Venn foram propostas por Fernando Buarque durante seu doutorado sob a supervisão de Philippe De Wilde no Imperial College London – University of London – Inglaterra, em 2002. As redes de Venn têm a habilidade de similar algumas funcões do cérebro ao mesmo tempo que suas atividades internas se parecem com o que é visto em imagens funcionais do cérebro (por exemplo, Ressonância magnética. Inspiradas na morfo-funcionalidade da organização do cérebro, as Venn-networks permitem: (i) uso de diferentes tipos de unidades de processamento – “cortical column”; (ii) especificação de distintas regiões de processamento na estrutura da rede – “cortical area”; (iii) uso de uma grande variedade de tipos de conexões  – “nerve fiber” – interligando as unidades de processamento; e, (iv) a especificação de uma conectividade não trivial baseada na seleção de fibras nervosas disponíveis. As redes de Venn podem ser utilizadas para vários tipos de simulações da fisiologia e patologia das funções cerebrais.